# N269 (België)
De N269 is een gewestweg in België bij Herne tussen de N255 en de N495. De weg heeft een lengte van ongeveer 3 kilometer.
Ongeveer halverwege de route passeert de weg het station Herne.
De gehele weg bestaat uit twee rijstroken in beide rijrichtingen samen.